# بلوفورد (إلينوي)
بلوفورد (بالإنجليزية: Bluford)‏ هي منطقة سكنية تقع في الولايات المتحدة في إلينوي.

## الموقع الجغرافي
الموقع الجغرافي للمناطق المحيطة بهذه النقطة هو كالتالي: